# Oktanitrokuban

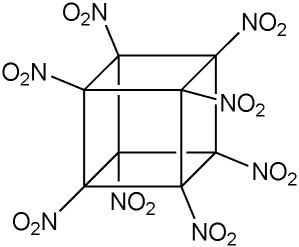
Strukturní vzorec oktanitrokubanu

Oktanitrokuban je krystalická látka s hustotou těsně pod 2 g/cm3. Je to jedna z nejsilnějších syntetizovaných výbušnin s detonačním tlakem lehce přes 400 kbar. Extenzivnější testování ale zatím nebylo provedeno, protože byl syntetizován jen ve velmi malých množstvích a jeho cena je v milionech Kč za kilogram - a proto není perspektivní. Jeho syntéza na přelomu století byla úspěchem chemie, ale i zklamáním. Vysoké odpuzování kyslíkových atomů v nitroskupinách srazilo očekávanou krystalovou hustotu z 2,1 - 2,2 na velmi lehce pod 2 g/cm3 což se projevilo snížením detonačního tlaku z 450 - 500 na skutečných přibližně 400 kbar.

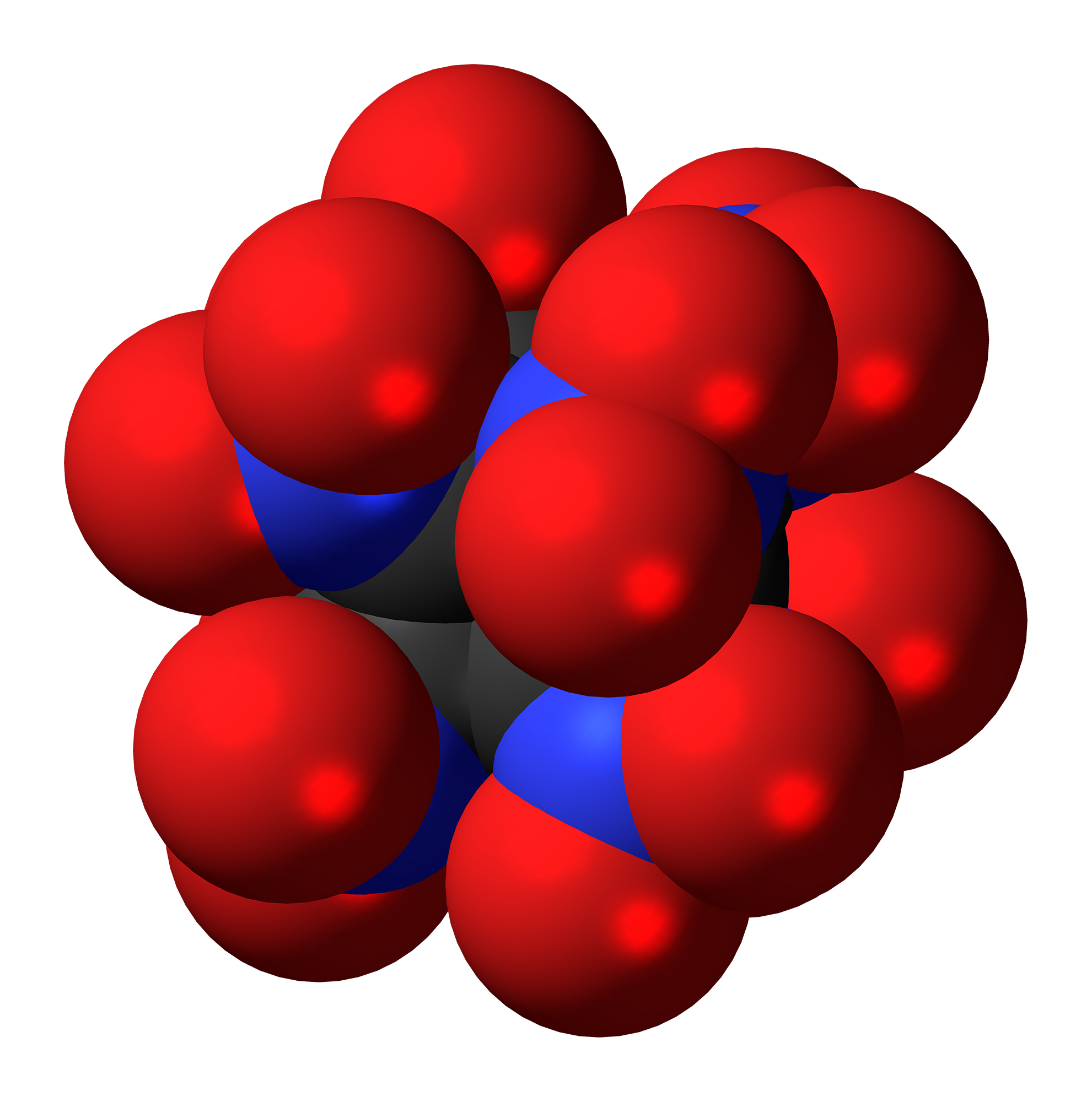
Kalotový model oktanitrokubanu

Často je udáván jako nejsilnější teoretická struktura, k jejíž syntéze by se mělo směřovat nebo je udáván jako nejsilnější výbušnina vůbec (ať už syntetizovaná nebo hypotetická). Toto není pravda, existuje několik desítek podobně silných výbušnin (jak připravených tak teoretických struktur) tak i množství klasických CHNO výbušnin, které jej překonávají (predikované detonační tlaky kolem 500 kbar) i polydusíkových výbušnin s detonačním tlakem až 2000 kbar.
Je však jakýmsi pomyslným vyvrcholením honby za klecovitými energetickými materiály. Z praktického hlediska byly tyto materiály na konci minulého století zkoumány jako další generace výbušnin (nejznám. zástupce - HNIW). Výhodou, oproti jiným výbušninám, měla být energie ukrytá ve vnitřním pnutí takovýchto struktur. Praktický výzkum v této oblasti byl ale opuštěn (vysoké pnutí a téměř vyrovnaná kyslíková bilance šla ruku v ruce s citlivostí daných sloučenin, což vedlo k nutnosti vysokého množství inertní látky v trhavině a sražení výsledné výkonnosti trhaviny na úroveň klasických oktogenových PBX) a dnes směřuje k více klasickým heterocyklům (nejvíce pětičlenným) s vysokým obsahem dusíku - tetrazoly apod. - viz TKX-50.
Různé variace klecovitých struktur jsou ale i nadále teoreticky zkoumány (viz níže zmíněný teteranitrotetrazakuban).
Příkladem podobně silné výbušniny, která byla syntetizována je 4,4′-dinitro-3,3′-diazenofuroxan či HNIW. Příkladem teoretických CHNO výbušnin, které jej výrazně překonávají jsou 2,4,6,8-tetranitro-1,3,5,7-tetraazacyklooktatetraen s Pcj kolem 518 kbar či variace na oktanitrokuban s dusíkovými atomy ve skeletu - tetranitroterazakuban s predikovaným detonačním tlakem 540 - 730 kbar a energií exploze 8850 kJ/kg (2× více než TNT).  Polydusíkové výbušniny jako je oktaazakuban či dusíkový fulleren N60 by jej měly drtivě překonávat (jsou to hypotetické struktury).